# Ameos
Die Ameos Gruppe mit Sitz in Zürich ist ein Gesundheitsdienstleister im deutschsprachigen Raum und betreibt Krankenhäuser, Pflege- und Eingliederungseinrichtungen in Deutschland, Österreich und der Schweiz. Das Unternehmen wurde von Axel Paeger und Martin Kerres 2002 gegründet. Ameos beschäftigt nach eigenen Angaben in 104 Einrichtungen an 56 Standorten mit über 10.000 Betten und Behandlungsplätzen rund 17.000 Mitarbeitende. Der Name Ameos ist ein Acronym aus den Vornamen der Gründer Axel (A) und Martin (M) und Eos, aus dem Altgriechischen für die aufgehende Sonne, welche sich auch in dem Logo der Unternehmensgruppe widerspiegelt. Ein Schwerpunkt ist an vielen Standorten die Behandlung von Abhängigkeitserkrankungen.

## Geschichte
Das Unternehmen wurde 2002 von Axel Paeger und Martin Kerres gegründet. 2003 übernahm das neugegründete Unternehmen die psychiatrischen Kliniken in Haldensleben und im gleichen Jahr die private psychiatrische Fachklinik von Karl Dieter Heines in Bremen. Im Juni 2004 erwarb Ameos das Halberstädter St.-Salvator-Kreiskrankenhaus und im Laufe des Jahres die Klinik in Anklam sowie mehrere Einrichtungen in Ueckermünde, unter anderem das Akutkrankenhaus und die Forensische Klinik. 2005 erfolgte die Übernahme der Einrichtungen in Heiligenhafen und Neustadt i. H.
Im Jahr 2005 schied dann der Unternehmensgründer Martin Kerres aus dem Unternehmen aus und gründete im Verlauf das Weingut Valdonica in der italienischen Toskana. 2007 erwarb die Gruppe zwei der insgesamt acht vom Land Niedersachsen zum Verkauf gestellten Landeskrankenhäuser: die psychiatrischen Kliniken in Hildesheim und in Osnabrück.
2008 folgte das Klinikum in Lübeck, 2009 die Einrichtungen in Oldenburg i. H. 2010 übernahm Ameos das Klinikum Alfeld vom Landkreis Hildesheim, und eröffnete das AMEOS Klinikum Pasewalk, eine psychiatrische Tagesklinik, das Ameos Poliklinikum Ueckermünde und die Ameos Pflege Halberstadt.
Seit Juni 2011 ist die Gruppe alleiniger Träger der Kliniken in Bad Aussee und seit August auch des Inntalklinikums Simbach. Außerdem hat sie in diesem Jahr das Ameos Klinikum Oschersleben eröffnet. Ein Jahr später erfolgten die Eröffnung des Ameos Klinikums Hameln sowie die Übernahme der ehemaligen Kliniken des Salzlandkreises in Sachsen-Anhalt, eine der größten Übernahmen im Gesundheitswesen. Zum Ende des Jahres wurde dann das Klinikum in Staßfurt wiedereröffnet, nachdem es Ende 2010 durch den Landkreis geschlossen worden war.
Unter den privaten Klinikgruppen in Deutschland befand sich Ameos im Jahr 2011 mit 36 Krankenhäusern, 10 Pflege- und 10 Eingliederungseinrichtungen mit 8.600 Mitarbeitern und 6.550 Betten auf Rang 7.
Im Jahr 2013 gelang die Zusammenführung der somatischen und psychiatrischen Fachabteilungen in Haldensleben durch Übernahme des ehemaligen Sana-Ohre-Klinikums. Ende 2014 übernahm die Krankenhausgruppe die DRK-Krankenhäuser in Bremerhaven und Debstedt. 2015 eröffnete Ameos im historischen Werderhof in Goslar eine psychiatrische Tagesklinik und Institutsambulanz für Kinder und Jugendliche. Im Mai 2017 gab das Unternehmen bekannt, die schleswig-holsteinische Röpersberg-Gruppe zu übernehmen. Im September 2017 wurde die Übernahme der Seeklinik Brunnen in der Schweiz durch Ameos bekannt.
Im April 2019 nahmen die Ameos Gruppe (Ameos Psychiatrie Holding GmbH) und die Sana Kliniken (Sana Kliniken Ostholstein GmbH) ihre Fusionsanträge nach Bedenken des Bundeskartellamtes zurück. Mit Vollzug dieses Zusammenschlusses wären sonst alle somatischen Allgemeinkrankenhäuser in Ostholstein von der Carlyle Group beherrscht worden. Im September 2019 wurde bekannt, dass die Bedenken des Bundeskartellamts ausgeräumt sind und Sana und Ameos sich über eine Übernahme einig geworden sind. Zum 1. Januar 2022 wurde die Übernahme der Sana Kliniken Ostholstein durch die Ameos Gruppe dann offiziell.
Zum 14. Januar 2020 erwarb die Gruppe die Lippische Nervenklinik (LNK) Dr. Spernau in Bad Salzuflen sowie zum Jahresende die KKO-Gruppe in Oberhausen. In jeweils zweistelliger Millionenhöhe wurde im Jahr 2021 der Ausbau der Kliniken in Schönebeck (Sachsen-Anhalt) und Anklam (Mecklenburg-Vorpommern) begonnen. Der Bundestagsabgeordnete Philipp Amthor, der dem Ameos-Regionalbeirat Vorpommern angehört, warb zudem zeitgleich für ein Reha-Klinikum in Ueckermünde.
Im Jahr 2021 wurde bekannt, dass die Carlyle Group ihre Anteile an der AMEOS-Gruppe abstoßen möchte. Der Firmengründer Axel Paeger plante in der Folge seine Finanzbeteiligung an der AMEOS-Gruppe aufzustocken.

## Unternehmensstruktur
Das unter dem Dach der Ameos Gruppe organisierte Unternehmen ist in drei Bereiche unterteilt:
- Ameos Krankenhäuser und Poliklinika (aktuell 105 Einrichtungen)
- Ameos Pflege (15 Einrichtungen)
- Ameos Eingliederung (12 Einrichtungen)

Insgesamt stellt sich die Struktur wie folgt dar:
- Ameos Nord mit 40 Einrichtungen an 20 Standorten (4.600 Betten / Behandlungsplätze und ca. 5.100 Mitarbeitende).
- Ameos West mit 32 Einrichtungen an 15 Standorten (3.400 Betten / Behandlungsplätze und ca. 6.700 Mitarbeitende).
- Ameos Ost mit 18 Einrichtungen an 10 Standorten (1.900 Betten / Behandlungsplätze und ca. 4.000 Mitarbeitende).
- Ameos Süd mit 14 Einrichtungen an 11 Standorten (700 Betten / Behandlungsplätze und ca. 900 Mitarbeitende).

## Kritik
Das Unternehmen geriet wiederholt in die Kritik, auch wegen des Einsatzes von Arbeitnehmerüberlassungen. Die Gewerkschaft Verdi kritisiert, dass durch die Unternehmensstruktur in Deutschland das Mitbestimmungsgesetz unterlaufen wird, indem in den einzelnen Unternehmensteilen jeweils weniger als 2.000 Mitarbeiter beschäftigt werden.

### Niedersachsen
Dem privaten Krankenhausbetreiber wurde 2010 von der Fraktion Bündnis 90/Die Grünen im Niedersächsischen Landtag vorgeworfen, Beschäftigte zu entlassen, um sie danach dank eines anderen Tarifvertrags zu einem niedrigeren Gehalt wieder anstellen zu können. Ameos forderte die Fraktion der Grünen zu einer Berichtigung auf, wonach diese die Konkretisierung von Vorwürfen sowie die Nennung von Namen nicht mehr aufrechterhielt und die Pressemitteilung zurückzog.
Im Jahr 2012 kritisierten die Landtagsfraktion der SPD Niedersachsen und die Gewerkschaft Verdi die Situation in den Kliniken in Osnabrück, Hildesheim und Alfeld: „Wir stellen fest, dass Ameos Leiharbeiter auf Dauerarbeitsplätzen befristet und unbefristet einsetzt und damit einen Abbau von ordentlichen Arbeitsplätzen betreibt.“
2014 wurde Ameos wegen seiner Personalausstattung vom Psychiatrie-Ausschuss in Niedersachsen gerügt. Wenig später kam es in Osnabrück und Hildesheim zu Warnstreiks. Ende 2014 führten Verdi und die Gesundheitsgewerkschaft Niedersachsen (GeNi) einen siebenwöchigen Erzwingungsstreik in Osnabrück durch. Im Januar 2015 wurde mit Verdi und der GeNi der Anschluss an den Tarifvertrag für den öffentlichen Dienst vereinbart, die Situation der Leiharbeiter blieb jedoch ungeklärt.

### Sachsen-Anhalt
Die Schließung der Kinder- und Jugendstation im 2006 privatisierten und seitdem von Ameos betriebenen Klinikum Haldensleben (Landkreis Börde) führte 2015 bei örtlichen Politikern und Bürgermeistern sowie in der Bevölkerung zu deutlichem Unmut. Dieser verschärfte sich 2016, als bekannt wurde, dass der Kreißsaal nur noch tagsüber besetzt wird. Am 10. Mai 2021 gab Ameos bekannt, dass ab 1. Juni 2021 ein Diplom-Betriebswirt als Krankenhausdirektor eingesetzt werden soll.
2018 gerieten einige der von Ameos betriebenen Krankenhäuser im Salzlandkreis erheblich in die Kritik. Landrat und Kreistagsmitglieder bemängelten, dass gesetzliche Vorgaben nicht eingehalten werden und die medizinische Versorgung der Bevölkerung z. B. durch häufige Abmeldung von Stationen nicht sichergestellt werde. Mitarbeiter von Ameos schilderten zudem eine unzumutbare Arbeitsbelastung und starken Personalmangel in der Pflege. Die Presse berichtete über einen Vorfall, als eine Verstorbene über mehrere Stunden in einem Patientenzimmer mit zwei Patienten belassen wurde.
Nach der Entlassung von 14 Mitarbeitern im Salzlandkreis im Dezember 2019 nach der Teilnahme an Streiks wegen „respektlosen Verhaltens“ wurde Ameos von fast allen im Landtag von Sachsen-Anhalt vertretenen Parteien kritisiert. Das Scheitern der Übernahme des Burgenlandklinikums mit Standorten in Zeitz und Naumburg (Saale) Ende Januar 2020 wurde von der SPD-Fraktionsvorsitzenden im Landtag Katja Pähle unter anderem mit drohenden Klinikschließungen durch Ameos in Sachsen-Anhalt begründet. Im Vorfeld der Übernahme hatte zudem die Präsidentin der Ärztekammer Sachsen-Anhalt, Simone Heinemann-Meerz, geäußert: „Gerade AMEOS wehrt sich mit finsteren Methoden gegen Tarifverträge“.
In den Jahren 2020 und 2021 kam es zu einem Rechtsstreit mit der stellvertretende Ministerpräsidentin und Ministerin für Arbeit, Soziales und Integration des Landes Sachsen-Anhalt Petra Grimm-Benne, nachdem diese bei einem Neujahrsempfang eine unbewiesene Behauptung aufgestellt hatte. Ameos gewann den Rechtsstreit und gab dann ein Gutachten in Auftrag, das der Ministerin strafbare „Anstiftung oder Beihilfe zur Untreue“ unterstellte, da sie das Geld nicht privat, sondern über das Land Sachsen-Anhalt gezahlt hatte. Die SPD-Fraktionsvorsitzende Pähle kritisierte das als Ablenkungsmanöver von „jahrelangem skandalösen Umgang mit Beschäftigten“.
Bei der Landtagswahl 2021 warb die Linkspartei unter anderem mit dem Plakat „Kein Profit mit der Gesundheit“ und bildete im Hintergrund das Logo von Ameos ab.